# Whitman Mayo
Whitman B. Mayo (15 de noviembre de 1930 – 22 de mayo de 2001) fue un actor estadounidense, conocido principalmente por su personaje Grady Wilson en la sitcom de la década de 1970 Sanford and Son.

## Biografía

### Primeros años
Mayo nació en Nueva York, y creció en los barrios de Harlem y Queens. A los diecisiete años se mudó con su familia al Sur de California, y entró a formar parte del Ejército de los Estados Unidos entre 1951 y 1953. Tras licenciarse estudió en el Chaffey College, el Los Angeles City College, y en la Universidad de California en Los Ángeles. En esa época empezó a actuar haciendo pequeños papeles, a la vez que se dedicaba a tareas agrícolas o a ocupaciones tales como camarero y agente de libertad condicional. Además, durante siete años fue orientador de delincuentes juveniles.

### Carrera
A finales de la década de 1960 se unió a la compañía teatral de repertorio neoyorquina New Lafayette Theater, empezando a confirmar su carrera interpretativa. Poco después fue llamado para trabajar en Sanford and Son cuando un amigo del grupo New Lafayette que escribía para Norman Lear recomendó a Mayo para hacer un papel en un único episodio. Su interpretación fue buena y se mantuvo a lo largo de todo el programa, incluso actuando como el primer personaje en la época en la que Redd Foxx, actor principal del show, no trabajó a causa de diferencias económicas. El personaje de Mayo era Grady Wilson, y Grady Demond Wilson es el verdadero nombre de Demond Wilson, actor que interpretaba al hijo de Fred Sanford. Gracias a su éxito en la serie, Mayo aseguró sus finanzas, y en 1975, por ejemplo, abrió una agencia de viajes en Inglewood (California). Más adelante Mayo protagonizó un spin-off de poco éxito, Grady, en el cual su personaje se mudaba con su hija y su yerno a Beverly Hills. Curiosamente, muchos personajes interpretados por Mayo, incluido el de Grady, eran de mucha más edad que la que tenía el actor.
A finales de los años setenta trabajó en una serie infantil en Los Ángeles, That's Cat.
En 1996, el show Late Night with Conan O'Brien quería que Mayo participara en un sketch, pero eran incapaces de localizarlo. E programa montó una búsqueda del actor llamada "Where's Grady?". Tras tres semanas y más de 50.000 llamadas a la NBC de seguidores que afirmaban haberle visto, Mayo finalmente actuó en Late Night with Conan O'Brien con una gran ovación por parte de la audiencia. Mayo explicó que fue su madre quien le mencionó que le buscaban. En esa época Mayo se encontraba en Cabo Cañaveral (Florida) como miembro del reparto del show televisivo The Cape, en el cual interpretaba a Sweets.
Aunque su papel como Grady le encasilló, Mayo no dejó que ello le limitara. Por ello, también enseñó interpretación en la Clark Atlanta University de Atlanta, Georgia, y presentó Liars and Legends en la cadena Turner South.
A pesar de ser conocido por su trabajo televisivo, Mayo hizo varias actuaciones en el cine, entre las que figuran los filmes The Main Event, con Barbra Streisand, D.C. Cab, Los chicos del barrio y Waterproof, con Burt Reynolds.
Mayo también fue el Reverendo Banyon en el telefilme Boycott, de 2001, emitido por la Black Entertainment Television.

Mayo falleció a causa de un infarto agudo de miocardio en el Hospital Grady Memorial de Atlanta, el cual tiene el mismo nombre que el personaje que le dio la fama. Había vivido en Fayetteville, Georgia desde 1994. Tuvo tres hijos: Rahn Mayo, dedicado a la política, Tanya Mayo, actriz, y Suni Mayo Simpson.

## Filmografía
| - Sanford and Son (1973) - Baretta (1976) - That's Cat (1976) - Vega$ (1978) - DC Cab (1983) - The Best of Times" (1983) - Diff'rent Strokes (1979) | - Lou Grant (1981) - Trapper John, M.D. (1983) - Hill Street Blues (1983) - In the Heat of the Night (1990) - 227 (1990) - Amen (1991) - Full House (1991) | - Martin (1995) - Cosas de casa (1995) - The Cape (1996) - Kenan & Kel (1997) - ER (1999) - Waterproof (1999) |